# Mascagnia macroptera
Mascagnia macroptera là một loài thực vật có hoa trong họ Malpighiaceae. Loài này được (Moc. & Sessé ex DC.) Nied. mô tả khoa học đầu tiên năm 1908.